# Мяглово (деревня)
Мя́глово (фин. Mähnälä) — деревня Колтушского городского поселения Всеволожского района Ленинградской области.

## История
Первое картографическое упоминание деревни — селение Мягилево, происходит в 1727 году на карте Ингерманландии А. Ростовцева.
Деревня Mähnälä упоминается в наиболее старых из сохранившихся церковных регистрационных книгах Колтушского лютеранского прихода начиная с 1745 года.
На карте Санкт-Петербургской губернии Я. Ф. Шмидта 1770 года она обозначена как деревня Мяглево.
На картах 1792 и 1810 годов это уже деревня Мяглова. 

 
МЯГЛОВА — деревня принадлежит ротмистру Александру Чоглокову, жителей по ревизии 60 м. п., 56 ж. п. (1838 год)

На этнографической карте Санкт-Петербургской губернии П. И. Кёппена 1849 года она упомянута как деревня «Mänälä», расположенная в ареале расселения савакотов. В пояснительном тексте к этнографической карте указано количество её жителей на 1848 год: савакотов — 72 м. п., 76 ж. п., финляндских карелов — 19 м. п., 22 ж. п., всего 189 человек.

МЯГЛОВА — деревня г. Чоглокова, по просёлкам, 19 дворов, 70 душ м. п. (1856 год)

Число жителей деревни по X-ой ревизии 1857 года: 79 м. п., 76 ж. п..

МЯГЛОВА — деревня владельческая при колодцах; 21 двор, жителей 79 м. п., 75 ж. п. (1862 год)

В 1868 году местный крестьянин Матвей Иванович Виролайнен купил у г-на А. П. Чоглокова 11 десятин земли.
Согласно подворной переписи 1882 года в деревне проживали 36 семей, число жителей: 109 м. п., 113 ж. п., все лютеране, разряд крестьян — собственники, а также пришлого населения 8 семей, в них: 18 м. п., 14 ж. п., лютеране: 16 м. п., 13 ж. п..
Крестьяне деревни Мяглово, товарищество из 21 домохозяина, купили в 1882 году у госпожи Чоглоковой участок покосной земли площадью 100 десятин.
- План деревни Мяглово. 1885 год

В 1885 году, согласно карте окрестностей Петербурга, деревня насчитывала 40 крестьянских дворов. Сборник Центрального статистического комитета за этот же год, описывал деревню так:

МЯГЛОВА — бывшая владельческая деревня Колтушской волости, дворов — 33, жителей — 145; лавка. (1885 год).

По данным Материалов по статистике народного хозяйства в Шлиссельбургском уезде 1885 года, 31 крестьянский двор в деревне (или 86 % всех дворов), занимались молочным животноводством, 9 крестьянских дворов (или 25 % всех дворов), выращивали на продажу смородину, яблоки и крыжовник.

МЯГЛОВО — деревня на земле Канистского сельского общества, при просёлочной дороге 45 дворов, 146 м. п., 164 ж. п., всего 310 чел. (1896 год)

В конце XIX — начале XX века деревня административно относилась к Колтушской волости 2-го стана Шлиссельбургского уезда Санкт-Петербургской губернии. Население деревни было однородным — финским.
В 1909 году в деревне было 40 дворов.

МЯГЛОВО — деревня Мягловского сельсовета Ленинской волости, 77 хозяйств, 406 душ.
 
Из них: русских — 4 хозяйства, 13 душ; финнов-ингерманландцев — 67 хозяйств, 373 души; финнов-суоми — 6 хозяйств, 20 душ. (1926 год)

В том же 1926 году был организован Мягловский финский национальный сельсовет, население которого составляли: финны — 1293, русские — 48, другие нац. меньшинства — 3 человека.
Ко вновь организованному сельсовету относились деревни: Мяглово, Питкя-Мяги, Пустошь Новая, Розмителево, Рыжики и Хяники.
В 1931 году он вошёл в состав Новопустошского финского национального сельсовета.
В 1930-х годах в 3 километрах юго-западнее прошла железнодорожная линия Заневка — Павлово-на-Неве. Позже на ней образовалась станция, которой дали название по деревне — Мяглово (вокруг неё образовался посёлок Мяглово). Другую станцию, расположенную в 3 километрах южнее, назвали Карьер-Мяглово.

 
МЯГЛОВО — деревня Ново-Пустошского сельсовета, 462 чел. (1939 год)

Национальные сельсоветы были ликвидированы весной 1939 года. Согласно топографической карте 1939 года, в деревне находился животноводческий совхоз «Мяглово».
- План деревни Мяглово. 1939 год

В 1940 году деревня насчитывала 69 дворов.
До 1942 года — место компактного проживания ингерманландских финнов.
В 1958 году население деревни составляло 356 человек.
По данным 1966 года деревня Мяглово находилась в составе Колтушского сельсовета.
По данным 1973 года деревня Мяглово входила в состав Новопустошского сельсовета.
По данным 1990 года деревня Мяглово входила в состав Разметелевского сельсовета.
В 1997 году в деревне проживали 156 человек, в 2002 году — 294 человека (русские — 80%), в 2007 году — 298.
С 2013 года в составе Колтушского сельского поселения.

## География
Деревня расположена в юго-западной части района на автодороге 41К-078 (Санкт-Петербург — Всеволожск), в месте примыкания к ней автодороги 41К-076 (Мяглово — автодорога «Кола»).
Расстояние до ближайшей железнодорожной станции Мяглово — 4 км.
Деревня находится на Колтушской возвышенности, к югу от автодороги Р21 (E 105, Санкт-Петербург — Петрозаводск — Мурманск) «Кола». На противоположной стороне «Колы» расположена деревня Разметелево.

## Демография
| 1862 | 2007 | 2010 | 2017 |
| ---- | ---- | ---- | ---- |
| 154  | ↗298 | ↗386 | ↘236 |

Национальный состав
Согласно данным Всероссийской переписи населения 2021 года в деревне проживали 182 человека, из них:
 русские — 157, финны — 3, корейцы — 2, чуваши — 2, азербайджанцы — 1, казахи — 1, узбеки — 1, остальные национальность не указали.

## Административное подчинение
- с 1 марта 1917 года — в Мягловском сельсовете Колтушской волости Шлиссельбургского уезда.
- с 1 февраля 1923 года — в Мягловском сельсовете Ленинской волости Ленинградского уезда.
- с 1 августа 1927 года — в Мягловском сельсовете Ленинского района Ленинградского округа.
- с 1 июля 1930 года — в Мягловском сельсовете Ленинградского Пригородного района.
- с 1 августа 1931 года — в Ново-Пустошском сельсовете
- с 1 августа 1936 года — в Ново-Пустошском сельсовете Всеволожского района
- с 1 июня 1954 года — в Колтушском сельсовете[29].

## Улицы
Дорожная, Кузнечная, Мягловская, Песочная, Полевая, Сосновская.